# NGC 7496
NGC 7496 (również PGC 70588) – galaktyka spiralna z poprzeczką (SBb), znajdująca się w gwiazdozbiorze Żurawia. Odkrył ją John Herschel 5 września 1834 roku. Jest to galaktyka z aktywnym jądrem.

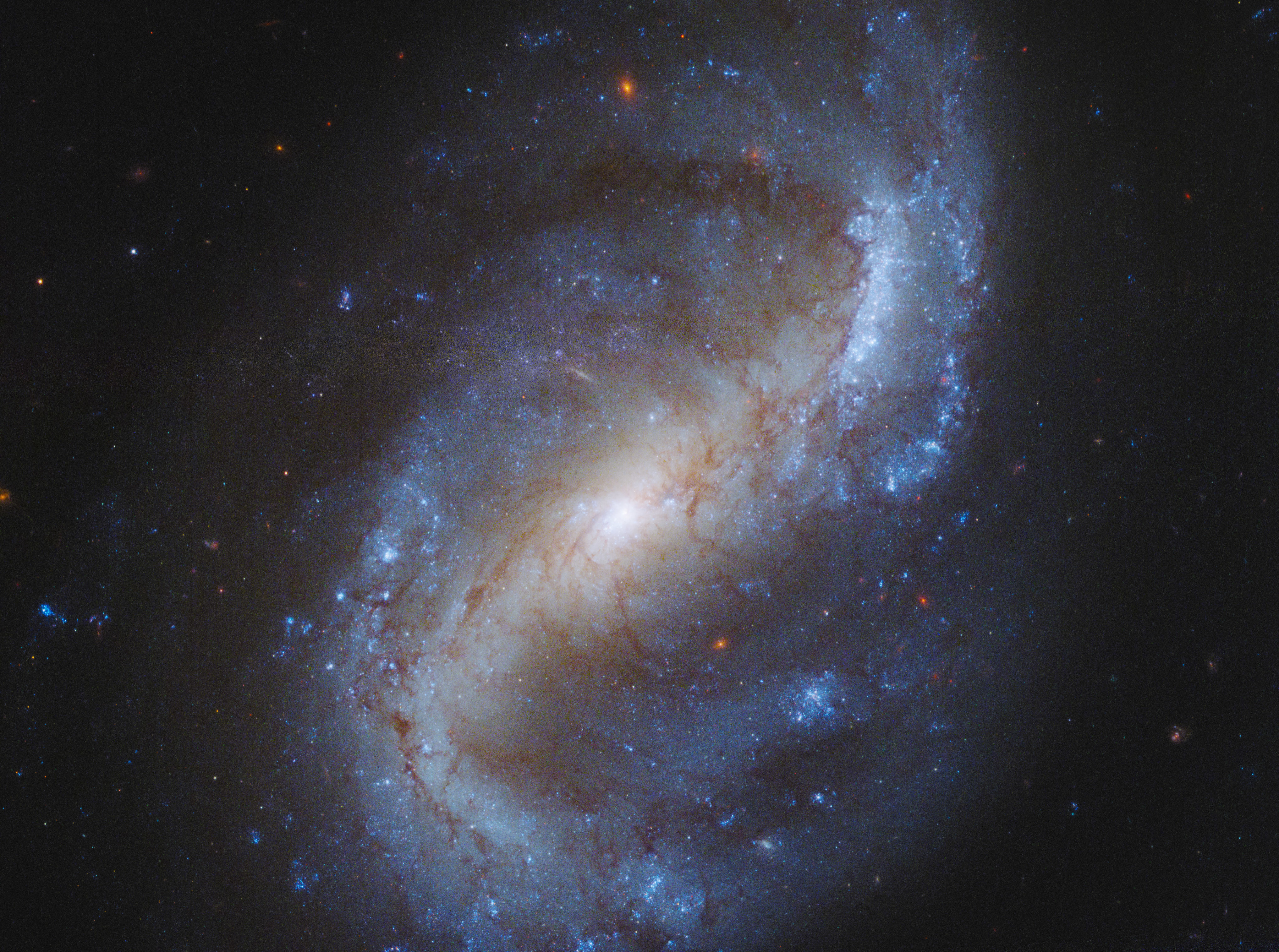
NGC 7496 na zdjęciu z teleskopu Hubble’a